# Проспект Абилкайыр-хана
Проспект Абилкайы́р-ха́на (каз. Әбілқайыр хан даңғылы; до 1967 — проспект Победы, c 1967 до 1997 — Ленинский проспект) — центральный проспект города Актобе. Расположен в западной части Актобе, в районе Астана.

## Название
Проспект, ныне носящий имя казахского хана Абулхаира, появился в 1967 году. Решением № 201-10 исполкома Актюбинского городского Совета депутатов трудящихся от 16 июня 1967 года часть проспекта Победы от улицы Селиверстова (ныне: ул. Тлеу-батыра) до Заречной улицы (ул. Г. Жубановой) была переименована в «Ленинский проспект». Остальная часть проспекта (от ул. Тлеу-батыра до пр. Мира) и по сей день называется «проспектом Победы».
23 октября 1997 года на основании решения № 248 19-й сессии Актюбинского городского Маслихата проспект был переименован в честь хана Младшего жуза, видного полководца, выдающегося государственного деятеля XVIII века Абулхаир-хана. А другой проспект города, который ранее именовался в честь хана Абулхаира, был переименован в проспект Санкибай-батыра.
На сегодняшний день русское название проспекта закреплено как «проспект Абилкайыр-хана» (прямая транскрипция каз. Әбілқайыр хан), хотя изначально оно было в форме «проспект Абулхаир-хана», что наиболее соответствовало традиционной передаче имени хана Абулхаира на русский язык. Кроме вышеперечисленных, довольно распространены варианты написания «проспект Абылхаир/Абылкайыр хана», которые используются даже на официальном сайте акимата Актобе. В картографическом сервисе Google улица называется «проспект Абулхаир хана», в сервисе Яндекса — «проспект Абилкайыр Хана», в Bing Maps — «проспект Абылхайыр Хана», в OpenStreetMap — «проспект Абилкайыр хана» (при использовании русскоязычного интерфейса).
После того, как 19 марта 2019 года Нурсултан Назарбаев объявил о том, что снимает с себя полномочия главы государства, действующий президент Касым-Жомарт Токаев выступил с инициативой переименовать столицу Казахстана в честь первого президента страны. Вслед за этим маслихаты нескольких крупных городов приняли решение дать имя Назарбаева центральным улицам. Не остались в стороне и депутаты города Актобе, которые проголосовали за переименование участка проспекта Абилкайыр-хана от проспекта Алии Молдагуловой до проспекта Бокенбай-батыра в «проспект Нурсултана Назарбаева». Однако по решению Республиканской ономастической комиссии местным представительным органам было рекомендовано выбрать для переименования другие улицы и проспект Абилкайыр-хана сохранил своё прежнее название.

## Расположение, характеристики
Географические координаты:
- начало проспекта — 50°18′40″ с. ш. 57°08′47″ в. д.HGЯO
- конец проспекта — 50°16′43″ с. ш. 57°11′52″ в. д.HGЯO

Проспект Абилкайыр-хана является центром Нового города в западной части Актобе, находится в районе Астана. Проспект начинается на пересечении с улицей Тлеу-батыра (бывш. ул. Селиверстова) и заканчивается на месте пересечения проспекта Бокенбай-батыра и улиц Аз-Наурыз, Космодемьянской и Мясоедова вблизи 11-го и 12-го микрорайонов города. Общая протяжённость проспекта — около 5,5 км.
Проспект имеет четырёхполосное движение, начиная с площади перед областным акиматом — шестиполосное. В основном прямолинейный, искривляется после пересечения с проспектом Алии Молдагуловой, улицей Газизы Жубановой и в районе мечети Нур Гасыр и водно-зелёного бульвара. Начиная с участка дороги возле торгового дома «Айна» и вплоть до пересечения с улицей Газизы Жубановой стороны движения на проспекте разделяет полоса деревьев и зелёных насаждений.
Проспект начинается с улицы Тлеу-батыра и пересекает следующие улицы и проспекты: улицу Монке-би (бывш. Киселёва), улицу Шамши Калдаякова (бывш. Скулкина), проспект Алии Молдагуловой, улицу Марата Оспанова, улицу Газизы Жубановой, улицу Маншук Маметовой; на нём замыкаются улицы Пацаева, Сатпаева, 101-й стрелковой бригады и проспект Абая (бывш. Октябрьский бульвар).
В самом начале параллельно проспекту следуют улицы Лачугина (справа) и Прохорова (слева), затем вплоть до пересечения с проспектом Алии Молдагуловой параллельно проспекту расположены улицы Маресьева (справа) и Есет батыра (слева). Начиная с 8-го микрорайона параллельно проспекту Абилкайыр-хана расположены улицы Братьев Жубановых (справа) и Гиззата Ибатова (слева). После пересечения с улицей Газизы Жубановой слева начинается территория Парка им. Первого Президента, а справа расположились здания «Центра искусств», ЗАГСа, мечети Нур Гасыр, а также площадь со стелой «Благодарности казахскому народу». После пересечения с ул. Маншук Маметовой начинается территория микрорайонов — 11-го микрорайона справа и 12-го микрорайона слева.

## Примечательные здания и учреждения
- № 7: средняя школа № 34 с казахским языком обучения, построенная в 1961 году[9].
- № 25: Департамент статистики Актюбинской области[10].
- № 25 В: средняя школа № 28 с казахским и русским языком обучения[11].
- № 39: региональное отделение АО «Казахтелеком».
- № 40: акимат (администрация) Актюбинской области (бывш. Дом Советов).
- № 44: гостиница «Актобе». Построена во времена СССР, количество номеров — 250[12].
- № 46: торговый центр «Нурдаулет» и одноимённая мечеть. В советский период на этом месте было начато строительство Дворца молодёжи, но после распада СССР стройка осталась незавершённой. В 1998 году здание было превращено в торговый центр «Нурдаулет», а в 1999 в правом пустующем крыле была построена мечеть площадью 1730 м² с 57-метровым минаретом. Со временем комплекс разросся, на прилегающей территории появились дом обрядов «Дастур», детские аттракционы, мини-зоопарк (ныне зоопарк ликвидирован).
- № 53: Дворец школьников.
- № 55 А: центральное отделение «Казпочты».
- № 56: Центральный стадион им. Кобланды-батыра.
- № 62: Актюбинский областной филиал АО «Казпочта»[13].
- № 74: Актюбинский областной музей искусств (ранее в этом здании располагался ЗАГС).
- № 81: Городской художественный лицей. Здание было выделено лицею (тогда ещё художественная школа) в 1987 году[14].
- № 87: Городская поликлиника № 6.
- № 88: Дворец бракосочетания (РАГС).
- № 90 Б: Центр искусств (областная филармония им. Г. Жубановой)[15].
- № 92: мечеть Нур Гасыр.
- № 97: аквапарк «Tree of Life».

Здания и сооружения в 11-м и 12-м микрорайонах (жилые комплексы «Актобе Ажары» и «Арай», торговый центр CITY Shopping Center, рестораны «Колизей» и «Кара Алтын») хоть и расположены вдоль проспекта, но не относятся к нему.

## Архитектура
Дома № 1 и № 2 являются 4-этажными сталинками, а после этих домов начинаются типичные 4—5-этажные хрущёвки. Возле областного акимата хрущёвки постепенно сменяются 9—10-этажными брежневками, построенными в поздний советский период, а здания в районе микрорайонов являются новостройками периода независимости Казахстана.

## Мосты и подземные переходы
Единственный 6-полосный автомобильно-пешеходный мост длиной около 50 м и шириной 40 м расположен в районе мечети Нур Гасыр и пролегает над маловодной рекой Сазды.
Единственный подземный пешеходный переход (первый и единственный в городе) расположен возле остановки «Мечеть» возле мечети Нур Гасыр.

## Достопримечательности проспекта

### Памятник-бюст Пацаева
Бюст лётчика-космонавта Виктора Пацаева скульпторов Ю. А. Тура и А. А. Заварзина был открыт в 1976 году и с 26 января 1982 года входит в число памятников истории и культуры Казахстана республиканского значения. Бюст расположен на отрезке между дворцом спорта «Коныс» и Центральным стадионом, неподалёку от развлекательного комплекса «Рахат».

### Памятник Абулхаир-хану
Памятник Абулхаир-хану скульптора Е. Сергебаева и архитектора Б. Ергимбаева на площади перед акиматом Актюбинской области был возведён в 2000 году и входит в список памятников истории и культуры местного значения. В советское время на его месте находился памятник Ленину, который был демонтирован 11 мая 1997 года.

### Копия Монумента Независимости
Уменьшенная копия Монумента Независимости в Алма-Ате была открыта 15 декабря 2008 года возле торгового центра «Нурдаулет». На церемонии открытия присутствовали представители общественности, ветераны, участники декабрьских событий 1986 года, казахский поэт и политический деятель Мухтар Шаханов.

### Памятник Нурпеису Байганину
Памятник Нурпеису Байганину скульптора Г. Г. Элизбарашвили и архитектора А. Аджигалиева был возведён в 1999 году вблизи торгового центра «Нурдаулет». Памятник входит в список памятников истории и культуры местного значения.

### Стела благодарности казахскому народу
1 декабря 2017 года, в День Первого Президента Республики Казахстан на площади между Дворцом бракосочетания и Центром искусств состоялось открытие 30-метровой стелы под названием «Қазақ халқына мың алғыс» (букв. «Тысяча благодарностей казахскому народу»), которая символизирует «благодарность казахскому народу от имени всех этносов, которые когда-то были депортированы в Казахстан».

## Транспорт
На проспекте расположены следующие остановки общественного транспорта (в скобках: альтернативные наименования и казахское название):
- «Студенческая» (бывш. «Спутник», каз. Студенттік)
- «Калдаякова» (бывш. «Киселёва», каз. Шәмші Қалдаяқов)
- «Электрон»
- «Казахтелеком» (в прошлом: «Океан», затем «Нурдаулет»; каз. Қазақтелеком)
- «Центральный стадион» (каз. Орталық стадион)
- «Казпочта» (бывш. «Космос», каз. Қазпочта)
- «Сазда» (каз. Сазды)
- «Парк им. Первого Президента» (бывш. «Парк Абая», каз. Бірінші Президент паркі)
- «Мечеть» (каз. Мешіт)
- «12-й микрорайон» (каз. 12-ші мөлтек аудан)

Пассажирские сообщения Хлебокомбинат — АЗФ, Хлебокомбинат — АЗХС, Хлебокомбинат — Темиропторг, Студенческая — Аэропорт, улица Турара Рыскулова — парк Пушкина, Жилгородок — парк Пушкина, Студенческая — железнодорожный вокзал, Жилгородок — железнодорожный вокзал и Студенческая — Авиагородок, некоторые участки которых проходят по проспекту, внесены в перечень социально значимых сообщений города Актобе.
Ранее также вдоль проспекта пролегал троллейбусный маршрут.